# Carl Louis Gregory

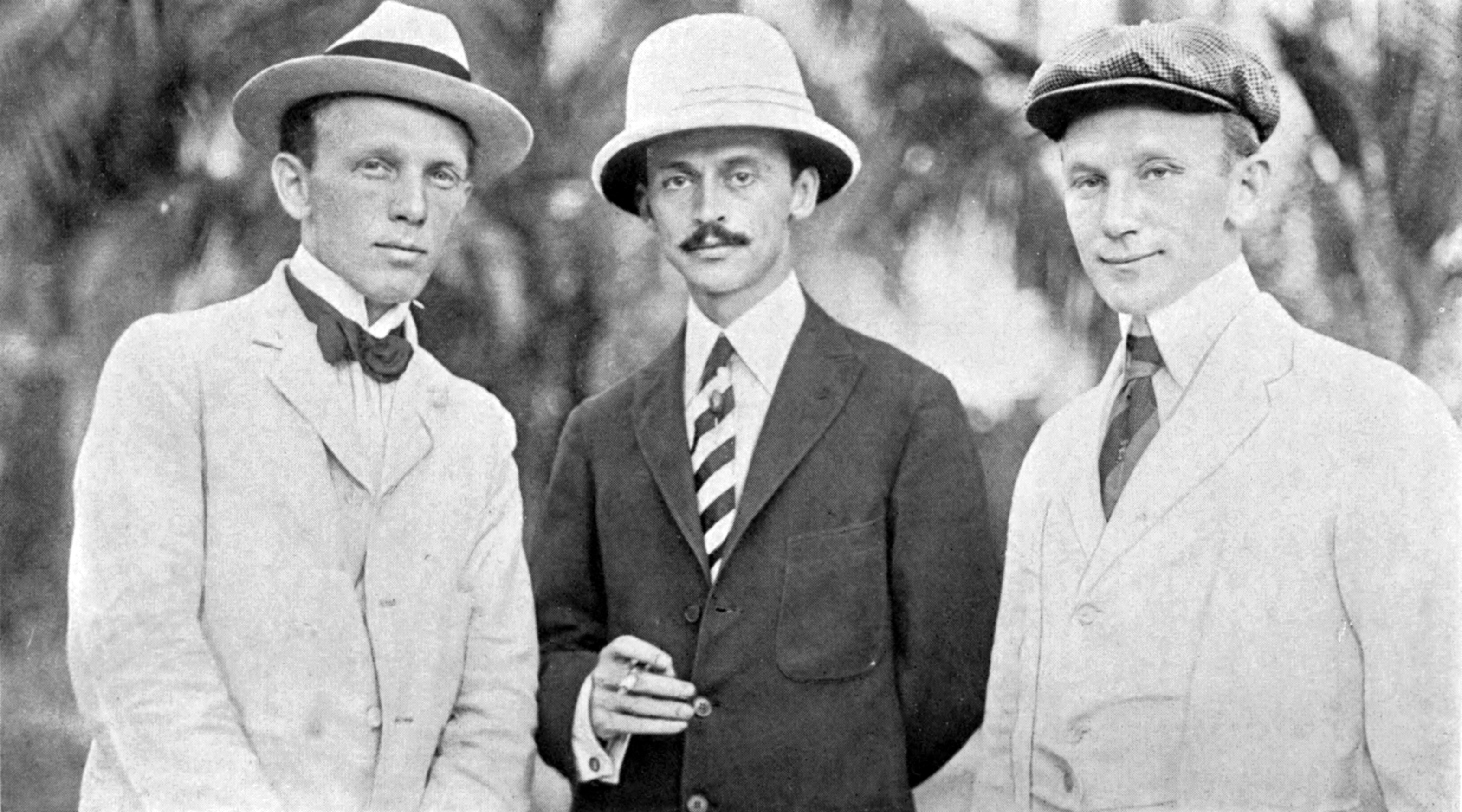
Carl L. Gregory (centro) com os pioneiros da fotografia subaquática John E. Williamson (à esquerda) e George M. Williamson (1914)

Carl Louis Gregory (1882–1951) foi um diretor de fotografia e diretor americano.

## Juventude
Carl Louis Gregory nasceu em Walnut, Kansas, em 1882. Aventurou-se na fotografia aos 11 anos de idade. Ele cresceu em Geneva, Ohio, e era o único menino entre muitas irmãs, duas das quais, Anne (Anna) e Fana (Fanny) mais tarde atuariam em seus filmes mudos. Ele se formou em farmácia e química pela Ohio State University em 1902 e 1904, respectivamente. Ele desenvolveu uma impressora óptica em 1920 e, como resultado, seu conhecimento técnico foi altamente valorizado.   :20

## Carreira

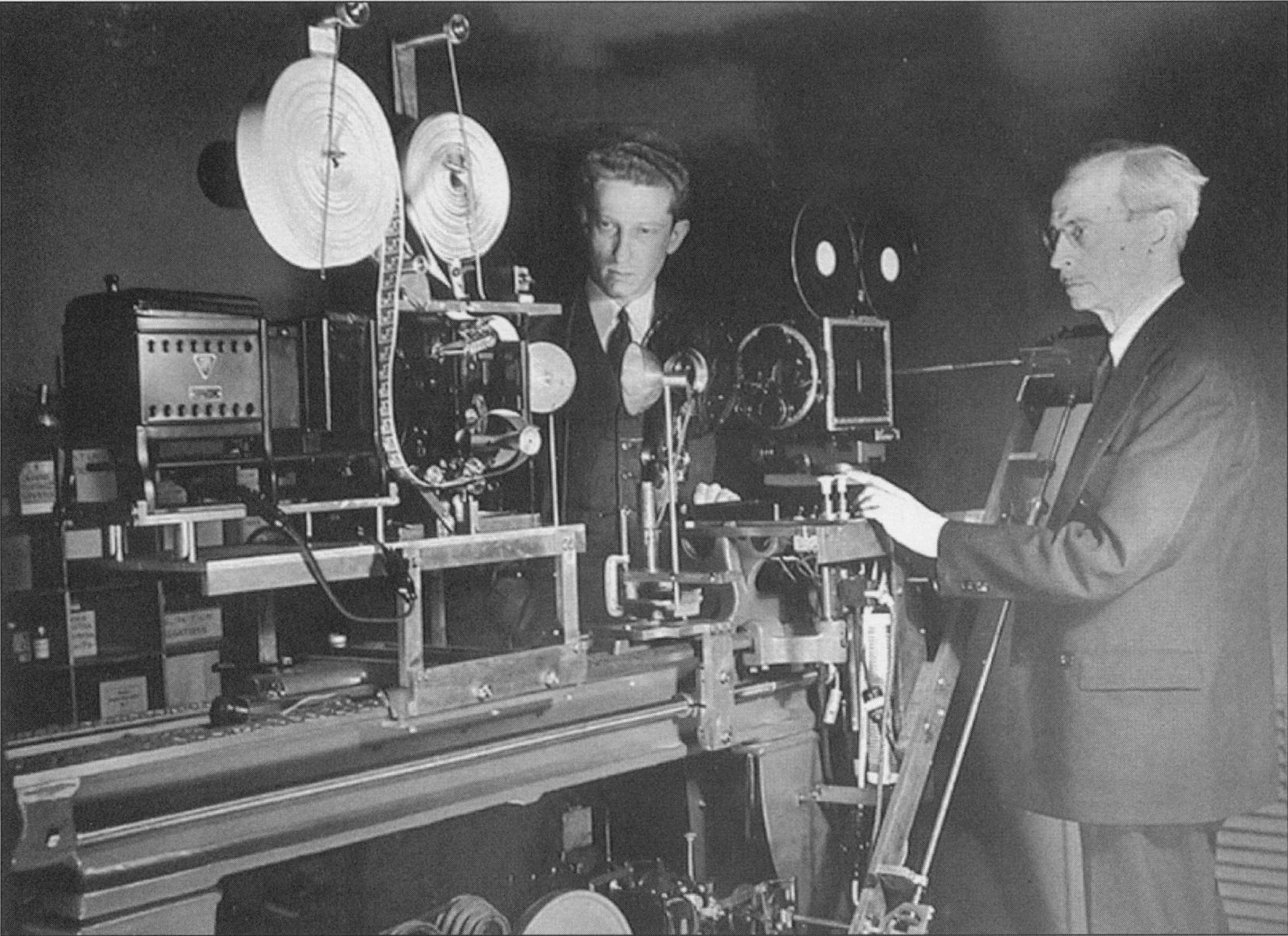
Carl Gregory (à direita) e Howard Walls copiando um rolo de impressão de papel usando uma impressora óptica modificada por Gregory, março de 1943

Gregory foi o cinegrafista sênior do primeiro grande lançamento de Thanhouser, St. Elmo. Ele fotografou fotos para alguns anúncios.  Gregory foi o instrutor-chefe da US Signal School of Cinematography na Columbia University. :58 Ele também filmou a série de 1914 chamada The Million Dollar Mystery. :38
Ele estava na equipe do Arquivo Nacional de 1936 a 1946. Durante sua gestão, ele modificou uma impressora óptica de processo e conseguiu restaurar impressões em papel com técnicas simples.  :38Em 1946, Gregory foi contratado pela Biblioteca do Congresso, que tentava adquirir a coleção de filmes de Mary Pickford. Trabalhando na Califórnia, ele criou um inventário da coleção de Pickford - filmes nos quais ela tinha interesse financeiro e todos os filmes em que ela apareceu.

## Morte
Ele morreu em 6 de março de 1951 em sua casa em Van Nuys, Califórnia.